# Собор Пресвятой Девы Марии (Флорида)
Собор Пресвятой Девы Марии (исп. Catedral Basílica de Florida) — малая базилика, католическая церковь, находящаяся в городе Флорида, Уругвай. Церковь является кафедральным собором епархии Флориды. Церковь является центром католического паломничества уругвайских католиков.

## История
На фасаде храма находятся две таблички с двумя датами, которые указывают на историю церкви Пресвятой Девы Марии во Флориде. Одна табличка с цифрой «1805» указывает на первоначальную часовню во имя Пресвятой Девы Марии Лухан-дель-Принтадо, которая была построена на этом месте в 1805 году. Другая табличка с цифрой «1887» обозначает, что в этот год на месте часовни Пресвятой Девы Марии Лухан-дель-Принтадо был освящён краеугольный камень современного храма.
Храм был построен в стиле неоренессанс с греко-римскими элементами. Храм имеет две башни высотой около 60 метров, которые увенчаны голубыми куполами. Над входом в храм располагается надпись на латинском языке «Domus Dei nostri» (Дом нашего Господа).
В 1956 году была учреждена епархия Флориды и церковь Пресвятой Девы Марии во Флориде стала кафедральным собором этой новой епархии. В 1963 году собор стал малой базиликой.
8 мая 1988 года собор посетил Римский папа Иоанн Павел II.